# Közfoglalkoztatás Magyarországon
A közfoglalkoztatás, más néven közmunkaprogram egy úgynevezett aktív munkaerőpiaci program, köznapi nevén közmunka egy speciális munkaviszony, amelynek keretében a munkavállalónak alacsony bérért valamilyen jellegű munkát kell végeznie egy az állam illetve önkormányzat, (a közmunkaprogramban résztvevő) egyházi vagy egyéb civil szervezet által működtetett szervezet valamelyikénél. A magyarországi közfoglalkoztatás 2011-ben lezajlott átalakításának, kibővítésének több célja volt; (a kormányzati kommunikáció szerinti) elsődleges célja, hogy a munkanélkülieket visszavezesse „a munka világába" illetve az elsődleges munkaerőpiacra, a kormány képviselőinek nyilatkozata szerint a közmunkaprogram kibővítésének további céljai; a „munkaalapú társadalom” létrehozása a „segély helyett munka” alapelv széles körű megvalósítása, illetve a munkanélküliség megszüntetése (a teljes foglalkoztatás elérése) volt.
A közfoglalkoztatást szervező intézmények a központi költségvetésből támogatást kaphatnak annak fejében, hogy átmeneti munkalehetőséget biztosítanak az olyan hosszú ideje sikertelenül állást kereső személyek számára akik már nem jogosultak a munkanélküli segélyre (hivatalos nevén álláskeresési támogatásra). 
A magyar közmunkaprogram kritikusai szerint a program elsődleges célja csak a programban résztvevők csekély esetében valósul meg, a többség esetében éppen ellenkezőleg, a programba hosszú távon „beleragadt” munkavállalók számára a közmunkaprogramban való részvétel nem segíti, inkább akadályozza a munkaerőpiacra történő visszatérést. Konzerválja az alacsony jövedelmi státuszba tartozó rétegek (közöttük számottevő arányban romák) kiszolgáltatottságát és gátolja az életszínvonaluk javulását. A reálértéke csökkenő tendenciát mutat. A közmunkabér összege a szociális és nyugdíjszerű ellátásokhoz hasonlóan mérsékelt ütemű korrelációval követi az inflációt.

## Története

### 1767
Egy 1767-ben született rendeletben szabályozták először a jobbágyok által végzett robot szabályait. Többek között arról döntöttek, hogy az addig ingyenmunkaként végzett közmunkáért bért kellett fizetni, továbbá korlátozták a jobbágyokkal elvégeztethető közmunka arányát is.

### 1929
Az 1929-es nagy gazdasági világválságot követő években szintén létezett közmunka, amikor is „hárommillió éhező szegény ember problémáját” akarták közmunkával megoldani.

### A szocializmus időszaka
A szocializmus évtizedei alatt a közmunka intézményét (a szociális egyenlőséget hirdető ideológiával összhangban) megszüntették ugyan, de ez nem jelentette azt, hogy nem voltak olyan munkakörök amelyekben rendkívül alacsony bérért dolgoztak emberek. A szocializmus időszaka alatt a közmunka szerepét részben a termelőszövetkezetek, részben az állami vállalatoknál történő foglalkoztatás vette át. (Ez a teljes foglalkoztatottság miatt pazarló munkaerő gazdálkodáshoz és a gyárkapun belüli, rejtett munkanélküliséghez vezetett.). Tabutémának számított.

### 1991-2000 között
A rendszerváltást követően a munkaerőpiac közel 1 millió álláshellyel szűkült. A közmunka intézménye ismét bevezetésre került.
Az 1991-től működő közhasznú munkát a munkaügyi kirendeltségek szervezték, és működtették a regisztrált munkanélküliek kiközvetítésével, akik munkaviszony keretében jellemzően egy évig végezhettek a települések közfeladatait érintő munkákat.
A bérköltségek és egyes közvetlen járulékos költségek (például: munkaruha, utazás) – megyétől függően – 50-70%-át (2002 óta romák, illetve 45 éven felüliek foglalkoztatása esetén 90 százalékát) vállalta át a Munkaerőpiaci Alap foglalkoztatási alaprészének megyékre decentralizált része. Ezen alapot a munkáltatók által befizetett (3%-os) munkaadói járulék képezte. A közhasznú munka forrásai 2009-től jelentősen lecsökkentek, szerepét a közcélú foglalkoztatás vette át.
A közmunkaprogramokat 1996-tól kezdődően hirdették meg, többnyire ár- és belvízvédelmi rendszerek helyreállítási és fenntartási munkáira, a közúthálózat karbantartására, környezetvédelmi munkákra, később már kulturális, szociális közfeladatok segítésére is. A közmunka-programok finanszírozása éves pályázati rendszeren keresztül történt, a pályázatokat a szaktárca, illetve 2003-tól a Közmunka Tanács írta ki. A lebonyolításra jelentkezhettek önkormányzatok vagy egyéb szakigazgatási szervek (pl. vízügyi igazgatóságok, erdészetek, nemzeti parkok stb.). A költségeket az évente elkülönített közmunkaalap állta. 2008 augusztusától a közmunkaprogramot elnyerő szervezetnek vállalnia kellett, hogy az általa foglalkoztatott személyek közül legalább 40% a rendszeres szociális segélyezettek (RSZS) közül kerül ki.

### 2000-től
A közcélú foglalkoztatást a szociális törvény 1999. évi módosítása során, a 2000. évtől vezették be. Célja a rendszeres szociális segélyre (RSZS) jogosultak átmeneti munkába vonása volt. A segélyrendszer későbbi átalakításai (2009-től a rendelkezésre állási támogatás, RÁT, későbbi nevén bérpótló juttatás – BPJ, illetve foglalkoztatást helyettesítő támogatás – FHT) során végig megmaradt az a feltétel, hogy a segélyezettnek közmunkát kell végeznie. A három közfoglalkoztatási forma közül a közcélú foglalkoztatás finanszírozása volt a legkedvezőbb az önkormányzatok számára, alapesetben a bérköltségek és járulékok 90%-át fedezhette a Munkaerőpiaci Alap. A közcélú foglalkoztatás központi támogatását a Magyar Államkincstár adminisztrálta, illetve folyósította az önkormányzatok számára. A közcélú foglalkoztatást – hasonlóan a közhasznú és a közmunkához – települési önkormányzatok, azok társulása, vagy az általuk megbízott szervezetek szervezték és működtették.

### 2008 „Út a munkához” program
A tartós munkanélküliség csökkentését célzó, 2008-ban meghirdetett Út a munkához program'" keretében 2009-től felülről nyitottá tették a közcélú foglalkoztatásra igényelhető forrásokat. Emellett a központi finanszírozás arányait úgy alakították, hogy az a kibővült keretek kihasználására ösztönözzön: a közcélú munka esetében 95%, a RÁT esetében csak 80% volt a központi támogatás (a korábbi 90% helyett).

### 2011-től
2011 előtt a közfoglalkoztatás alapvetően három formában (közhasznú munka, közmunkaprogram és közcélú munka) létezett Magyarországon, amelyek tartalmilag (az elvégzett munka jellegében) kevésbé különböztek egymástól, finanszírozásban és az irányító, felügyelő intézmény tekintetében viszont igen.
2011. január 1-jétől megszűnt a korábbi három közfoglalkoztatási forma, és azt az „egységes közfoglalkoztatás rendszere” váltotta fel. Az új rendszerben csak a munkaügyi kirendeltségek által kiközvetített álláskeresők (elsősorban FHT-sok) lehetnek közfoglalkoztatottak, akik – a korábban érvényes minimálbér, illetve garantált bérminimum helyett – rendeleti úton meghatározott közfoglalkoztatási bérben (a nettó minimálbér kb. 76-88%-a), vagy a minimum középfokú iskolai végzettséget és szakképesítést igénylő munkakörben foglalkoztatottak számára fizetendő garantált közfoglalkoztatási bérben (a nettó minimálbér kb. 84-86%-a) részesülnek.
2011 óta az alábbi közfoglalkoztatási formák működhetnek:
- rövid időtartamú közfoglalkoztatás: legfeljebb 4 hónapig, napi 4 órás foglalkoztatás (2011 végéig)
- hosszabb időtartamú közfoglalkoztatás: legfeljebb 11 hónapig, napi 6-8 órás foglalkoztatás
- országos közfoglalkoztatási program: pl. ár- és belvízvédelmi munkák, köz- és vasutakat stb. érintő feladatok ellátására
- értékteremtő közfoglalkoztatás (2012-ig)
- startmunka mintaprogramok
- közfoglalkoztatás mobilitását szolgáló támogatás (közhasznú kölcsönző részére)
- vállalkozás részére foglalkoztatást helyettesítő támogatásban vagy rehabilitációs ellátásban részesülő személy foglalkoztatásához nyújtható támogatás (2012-ig)

## Jogi keretei
A közfoglalkoztatási rendszer további szabályozását a közfoglalkoztatásról és a közfoglalkoztatáshoz kapcsolódó, valamint egyéb törvények módosításáról szóló 2011. évi CVI. törvény (Kftv.) tartalmazza.

### A közfoglalkoztatásban részt vevő intézmények köre
Közfoglalkoztató lehet
- helyi és nemzetiségi önkormányzat, valamint ezek jogi személyiséggel rendelkező társulása
- költségvetési szerv (például: vízügyi igazgatóságok, erdőgazdaságok, nemzeti parkok)
- egyház
- közhasznú jogállású szervezet
- civil szervezet
- állami és önkormányzati tulajdon kezelésével és fenntartásával megbízott, vagy erre a célra az állam, önkormányzat által létrehozott gazdálkodó szervezet
- vízitársulat
- erdőgazdálkodó (magánerdőgazdálkodó)
- szociális szövetkezet
- vasúti pályahálózat-működtető szervezet

### A közfoglalkoztatás keretében végezhető tevékenységek
A közfoglalkoztatásban végzett tevékenység nem lehet nyereségérdekelt, piac- és profitorientált, hanem közösségi célok megvalósítását szolgálja.
Közfoglalkoztatás keretében végezhető
- egészségmegőrzési
- szociális
- nevelési, oktatási
- kulturális, kulturális örökség megóvása, műemlékvédelmi
- természet-, környezet- és állatvédelmi
- gyermek- és ifjúságvédelmi, sport
- közrend és közlekedésbiztonsági
- ár- és belvízvédelmi célú
- közforgalom számára megnyitott út, híd, alagút fejlesztéséhez, fenntartásához és üzemeltetéséhez kapcsolódó szükségletek kielégítését szolgáló feladat, vagy
- a Kormány által meghatározott közösségi célok megvalósítását elősegítő feladat

### Ki lehet közfoglalkoztatott
A közfoglalkoztatás elsősorban azokat juttatja munkajövedelemhez, akik szociális ellátásban, azon belül foglalkoztatást helyettesítő támogatásban részesülnek. Ezeknek a személyeknek hosszabb ideje nincs lehetőségük egyéb munkaviszony létesítésére munkalehetőség hiánya, esetleg alacsony iskolai végzettségük miatt, vagy azért, mert már kiestek a munkagyakorlatból.

### A közmunkaprogramba történő belépés módja
A központi költségvetésből közfoglalkoztatási támogatás kérelemre nyújtható, melyet az illetékes munkaügyi központhoz kell benyújtani. A támogatás mértéke – a közfoglalkoztatás fent felsorolt formáitól függően – a bérköltség (és az ahhoz kapcsolódó szociális hozzájárulási adó) akár 100%-a is lehet (hosszabb időtartamú közfoglalkoztatás esetén), emellett a közvetlen költségekhez (és speciális esetekben szervezési költségekhez) is igényelhető támogatás, amely mértéke a bérköltségre nyújtott támogatás max. 5-20%-áig terjedhet (közfoglalkoztatási formától függően).
A közfoglalkoztatók felsorolásából látható, hogy alakíthatók olyan szövetkezetek, amelyek közfoglalkoztatottakat alkalmaznak, így szociális szövetkezet, lakásfenntartási szövetkezet, melynek tagjai egyébként lakásfenntartási, települési támogatást kapnának, így ez utóbbi támogatást az előbbi válthatja ki.

## Létszám- és költségadatok
Magyarországon 1996 és 2006 között átlagosan 30-40 ezren dolgoztak valamilyen közfoglalkoztatási formában. Ez a létszám 2009-től 60-100 ezerre nőtt, 2013-ban pedig meghaladta a 130 ezret. Ez az érték nemzetközi viszonylatban is magasnak számít.
A Eurostat 2011. évi adatai szerint a közfoglalkoztatásban résztvevők létszáma az aktív korúak (15–64 évesek) állományán belül egy országban sem ért el a magyarhoz hasonlóan magas (1,12%) szintet. Bár Lettország (1,11%), Írország (0,97%) és Franciaország (0,6%) létszámarányai szintén jelentősek, a többi vizsgált ország arányai a magyar szintnek felét sem érik el.
Magyarország nemzetközi összehasonlításban sokat költ közfoglalkoztatási programokra, és keveset egyéb munkaerő-piaci eszközökre, amelyek a munkanélküliek átképzését vagy munkakeresését segítenék. 2011-ben ezekre a programokra kevesebb pénzt költött az állam összesen, mint a közfoglalkoztatás támogatására. A közfoglalkoztatáson kívüli alternatív munkaerőpiaci eszközök támogatására biztosított források arányában Magyarország rendre elmarad a többi V4 országtól.

## Kritikák

### 18 év alatti fiatalok is részt vehetnek benne
A közmunkaprogramban részt vehetnek 18 év alattiak is. A szegénység ilyen formájú strukturális újratermelődése a 16 évre leszállított tankötelezettséggel kiegészülve különösen nagy károkhoz vezet a fiatalok jövője szempontjából, ugyanis olyan fiatalokat engednek be a közmunkaprogramba, akiknek még az iskolában lenne a helyük. A kritikusok kiemelik, hogy ha egy fiatalkorú 16 évesen kerül bekerül a közmunkaprogramba, akkor onnan csak nagyon nehezen küzdheti ki magát, mindezzel foglyává válik az alacsony társadalmi státuszának. Olyan esetek is előfordulnak, hogy egy fiatalkorút a keresőképtelen szülei azért íratnak ki az iskolából, hogy utána közfoglalkoztatottként próbálja eltartani a családot. A 18 év alattiaknak a közmunkaprogramba engedése emellett a költségvetésnek is felesleges és káros pluszkiadásokat okoz.

### Akadályozza a résztvevők visszakerülését a munkaerőpiacra
Míg a közfoglalkoztatási programok hivatalos célja, hogy „a közfoglalkoztatott sikeresen vissza-, illetve bekerüljön az elsődleges munkaerő-piacra,” kutatások azt bizonyítják, hogy e programoknak pont az ellenkezőjét sikerül elérniük. A közfoglalkoztatásból hagyományos (nem közfoglalkoztatott) munkába állók aránya rendkívül alacsony, ami egyrészt annak tudható be, hogy a közmunka keretében végzett többnyire segédmunkák jellemzően nem biztosítanak olyan szakmai tapasztalatot a közmunkások számára mely a munkaerő-piacon keresett szakmai tapasztalatnak minősül, illetve sok esetben nem fejlesztik a résztvevők azon készségeit, amelyekre napjainkban a munkapiacon szükség van. Másrészt, a közmunkásoknak kevesebb idejük marad a munkakeresésére és saját maguk átképzésére is. Az MTA KTI becslése szerint 2012-ben és 2013-ban közfoglalkoztatásban részt vevők átlagosan 12,6, 2022-ben pedig 11,6 százaléka kapott állást a munkapiacon.

### Torzítja a dolgozói szegénységre vonatkozó adatokat
Habár a közmunkások azon köre akik korábban elsősorban segélyekből éltek, és most közmunkások, valójában kis mértékben jobban élnek, mint korábban (ugyanis a közmunkabér valamivel több, mint a segélyek és támogatások összege), ugyanakkor azok jövedelme és életszínvonala jelentős mértékben csökkent akik korábban rendes állásban dolgoztak, majd miután munkanélkülivé váltak, „beleragadtak” a közmunka-programba. Ferge Zsuzsa kutatásai azt mutatják, hogy a magyarországi középosztály az elmúlt évtizedekben egyre inkább „lecsúszott“, illetve „lecsúszik”, egyre nagyobb része küzd megélhetési gondokkal. Magyarországon 2012-ben összesen 4, 2018-ban 3,3 millióan éltek a létminimum alatt. Ehhez hozzájárul a munkanélküli segély illetve a foglalkozást helyettesítő támogatások és egyéb segélyek elmúlt évtizedekben történő csökkentése, létminimum alatti szintje is. A hivatalos létminimum Magyarországon, havi 78 ezer forint volt 2012-ben, ehhez képest a maximálisan adható közmunkabér (Ferge Zsuzsa kutatásai eredményének publikálása idején, 2012-ben) 47 ezer forint volt. Bár a közmunkabérek emelkedtek, a nettó közmunkabér 2017-ben is a létminimum alatt maradt. A napi 8 órában elvégzett közmunka után fizetett bér összege 2021-ben bruttó 85 ezer forint volt. 2024-re havonta bruttó 133 ezerre, 2025-re pedig 145 ezerre nőtt. (Azonos a napi négy órában végzett munka után számolt minimálbérrel.)

### A közmunkaprogram elszívja a munkaerőt a versenyszférától
A közmunka munkaerő-elszívó hatása leginkább a mezőgazdaságban, és a vendéglátóiparban jelentkezik, előbbi esetében ugyanis a kizárólag kézi munkával szüretelhető termények begyűjtésével kapcsolatos, az agrármunkásság körében jelentkező drasztikus munkaerőhiány leginkább a közmunkaprogram felduzzasztása óta figyelhető meg. Ezzel hozzák összefüggésbe az egres eltűnését a gyümölcskereskedelemből, továbbá ennek következtében az olyan, kizárólag kézzel szüretelhető gyümölcsök eltűnése is várható a továbbiakban a boltokból mint például a málna.

### A közmunka vette át a szakképzés helyét
Bár a közfoglalkoztatottak több mint felének legfeljebb általános iskolai végzettsége van, és a leghátrányosabb helyzetűeket képzésére különféle források állnak rendelkezésre, ugyanakkor a tanfolyamokon való részvétel nem kötelező, így a közmunkások közül kevesen élnek a képzés lehetőségével. Ha a közmunkások mégis részt vesznek valamilyen képzésen, az nem javítja nagy mértékben a versenyszférában történő elhelyezkedési esélyeiket. Ennek oka a belügyminiszter szerint az, hogy egyrészt a képzés ellenére is túl alacsony marad a képzést elvégzők végzettsége, másrészt az, hogy nagy részük olyan hátrányos helyzetű településen lakik, ahol az újonnan szerzett végzettségükkel se tudnak elhelyezkedni.

### A közmunka a költségvetési spórolás eszköze
Bár a közmunka az állami költségvetés számára jelentős költségráfordítással jár, az így kifizetett bér egy része, levont adóként a költségvetésbe áramlik vissza, másrészt az önkormányzatok számára komoly költségmegtakarítást jelent az, hogy külső cégek helyett, olcsón dolgozó közmunkásokkal végeztetnek el olyan kétkezi fizikai idénymunkákat, mint például a közterületek kaszálása, parlagfű-mentesítése.

### A kiszolgáltatott emberek függőségi viszonyban tartása
Sok település polgármestere a közmunka lehetőségét szubjektív szempontok szerint jutalomként osztja vagy éppen büntetésként veszi el. A kormánypárti szavazatok dominanciáját számottevően befolyásolja az adott falvakban és városokban közfoglalkoztatottként dolgozók aránya. Azon kívül, hogy csökkenti általa a munkanélküliség statisztikai mértékét, a szociálisan hátrányos helyzetű, aluliskolázott, könnyen manipulálható és egzisztenciálisan legsérülékenyebb rétegek függő viszonyán alapuló feudális hierarchia kialakításával és fenntartásával az uralkodó hatalmi elit a pozíciója szándékos bebetonozására törekszik.

## Megjegyzés
1. ↑  A közmunka kifejezésnek két jelentése is lehet illetve két különböző fajta közmunka létezik, nevezetesen az egyik a közfoglalkoztatás keretében végzett munka a másik pedig a büntetésként kiszabott közérdekű munka, amely legfőképp abban különbözik a közfoglalkoztatási program keretében végzett munkától, hogy elvégzése nem önként választható, hanem a bírósági ítéletben büntetésként kiszabott kötelező jellegű munkavégzés, másrészt ez utóbbi elvégzéséért nem jár fizetség.